# Nederland (Texas)
Nederland è una città della contea di Jefferson, Texas, Stati Uniti. Al censimento del 2010, la popolazione era di 17.547 abitanti. Fa parte dell'area metropolitana di Beaumont-Port Arthur.

## Geografia fisica
Secondo lo United States Census Bureau, ha un'area totale di 5,7 mi² (14,76 km²).

## Società

### Evoluzione demografica
Secondo il censimento del 2010, la popolazione era di 17.547 abitanti.

### Etnie e minoranze straniere
Secondo il censimento del 2010, la composizione etnica della città era formata dall'87,8% di bianchi, il 4,0% di afroamericani, lo 0,3% di nativi americani, il 2,8% di asiatici, lo 0,0% di oceanici, il 3,4% di altre razze, e l'1,7% di due o più etnie. Ispanici o latinos di qualunque razza erano il 10,7% della popolazione.